# 砥平里
砥平里（韓語：지평리）是大韩民国京畿道杨平郡砥平面下的一个村。

## 历史
1951年2月，朝鲜战争期间，砥平里是砥平里战役的所在地。有纪念碑竖立在那里，它被分为三个部分分别是韩国、美国和法国部分。该地区是一个重要的交通和通讯枢纽。
这场战役有时被称为朝鲜战争的葛底斯堡战役。在这场战斗中，5600名韩国、美国和法国军队在第23团级战斗队的保罗·福里曼上校的指挥下，在激烈的战斗中击败了数量上占优势的中国军队。美國陸軍第2步兵師第23团和法国附营被二万五千多名中国人民志愿军包围在砥平里四周。此前，联合国军在志愿军面前撤退，而不是被切断，但这一次他们坚持战斗。最终伤亡比大概是15：1。
战斗的第三天，第5骑兵团的部队在中国人民志愿军的防线上打了一个洞，以减轻第23团的压力。
这次胜利被认为是决定性的，因此中国方面很快就开始提出和平建议。
一等军士威廉·S·西特曼，荣誉勋章获得者，宾夕法尼亚州贝尔伍德人，在战斗中阵亡。
这里有许多古老的历史地标，包括砥平里乡学校(乡村学校)和高丽时期的三层石塔。